# Floricienta: Especial navidad
Floricienta: Especial navidad es el primer álbum recopilatorio de la telenovela juvenil e infantil argentina, Floricienta, protagonizada por la actriz y cantautora Florencia Bertotti y producida por Cris Morena.

## Información y contenido
El álbum está compuesto por dos discos que contienen los 12 temas originales de la segunda temporada, así como los temas inéditos de la gira musical Floricienta: Princesas de la Terraza Tour, «Princesa de la terraza», «Contigo amigo», «Algo de ti» y «Tu», que forman parte del EP Floricienta: temas inéditos 2005. También cuenta con un CD en versión karaoke.

## Lista de canciones

### CD 1
1. Corazones al viento
2. Cosas que odio de vos
3. Flores amarillas
4. ¿Qué esconde el Conde?
5. Desde que te vi
6. Ding dong
7. Un enorme dragón
8. Caprichos
9. Vos podes
10. Te siento
11. A bailar
12. Hay un cuento
13. Princesa de la terraza
14. Contigo amigo
15. Algo de ti
16. Tu

### CD 2
1. Corazones al viento (karaoke)
2. Cosas que odio de vos (karaoke)
3. Flores amarillas (karaoke)
4. ¿Qué esconde el Conde? (karaoke)
5. Desde que te vi (karaoke)
6. Ding dong (karaoke)
7. Un enorme dragón (karaoke)
8. Caprichos (karaoke)
9. Vos podes (karaoke)
10. Te siento (karaoke)
11. A bailar (karaoke)
12. Hay un cuento (karaoke)